# Мињад (Арад)
Мињад (рум. Minead) насеље је у Румунији у округу Арад у општини Игнешти. Oпштина се налази на надморској висини од 195 m.

## Становништво
Према подацима из 2002. године у насељу је живело 135 становника, од којих су сви румунске националности.